# Ярмієв Мансур Зіннурович
Ярмієв Мансур Зіннурович (рос. Мансур Зиннурович Ярмиев; нар. 13 березня 1964, с. Евлаштау, Сабинський район, ТАРСР, РРСФР, СРСР) — кандидат соціологічних наук, заслужений працівник культури Республіки Татарстан, директор Казанського Татарського державного театру юного глядача ім. Гавдулли Каріева, підписант листа на підтримку політики президента Росії Володимира Путіна щодо російської військової інтервенції в Україну

## Життєпис
Мансур Ярмієв народився 13 березня 1964 року в селі Евлаштау Сабинського району Татарської Автономної Радянської Соціалістичної Республіки.
У 1991 році закінчив Казанський державний педагогічний інститут за спеціальністю викладач музики.
Працював заступником начальника відділу Міністерства фінансів Республіки Татарстан з 1995 по 1997 рік.
У 1997 — 2002 роках — начальник відділу ПРСО «Татавтодор».
З 2002 до 2013 року — заступник директора Державної телекомпанії «Татарстан».
У 2013 році призначений в.о., з 1916 року — директор Казанського Татарського державного театру юного глядача ім. Г.Каріева.

## Позиція стосовно України
У березні 2014 року підписав листа на підтримку політики президента Росії Володимира Путіна щодо російської військової інтервенції в Україну.